# وزارة الخزانة (الولايات المتحدة)
وزارة الخزانة الأمريكية (بالإنجليزية: Department of the Treasury) هو قسم تنفيذي مسؤول عن خزينة الحكومة الفيدرالية للولايات المتحدة. أُنشئت بقرار صادر من الكونغرس عام 1789 لأدارة إيرادات الحكومة. تُدار الوزارة من قبل وزير الخزانة الأمريكي والذي هو عضو في مجلس الوزراء. «سكوت بيسنت » هو الوزير الحالي، منذ 28 يناير / كانون الثاني 2025 تحت إدارة الرئيس دونالد ترمب.
وزير الخزانة الأمريكي الأول هو الكسندر هاملتون الذي ادى اليمين الدستورية في 11 أيلول سبتمبر سنة 1789. كان هاملتون هو المرشح الثاني للمنصب حيث اختار الرئيس جورج واشنطن روبرت موريس لكنه رفض وأوصى بهاملتون كبديل. عمل هاملتون لبناء النظام المالي وحده تقريباً. توضع صورته الآن على الورقة فئة عشرة دولارات أمريكي بينما توضع صورة لوزارة الخزانة في الجهة الأخرى من العملة.

## وصلات خارجية
- الموقع الرسمي
- Department of the Treasury in the السجل الفدرالي الأمريكي
- Map of Major Foreign Holders Of Treasury Securities 2009
- Annual Reports of the Secretary of the Treasury on the State of Finances – These annual reports also contain the reports of the many departments of the Treasury, including the Bureau of the Mint, Bureau of Engraving and Printing, Bureau of Customs, Office of the Comptroller of the Currency, Secret Service, and the Internal Revenue Service.